# Ptiolina alberta
Ptiolina alberta är en tvåvingeart som beskrevs av Emery Clarence Leonard 1931. Ptiolina alberta ingår i släktet Ptiolina och familjen snäppflugor.
Artens utbredningsområde är Alaska. Inga underarter finns listade i Catalogue of Life.